# Kulturpark Neubrandenburg

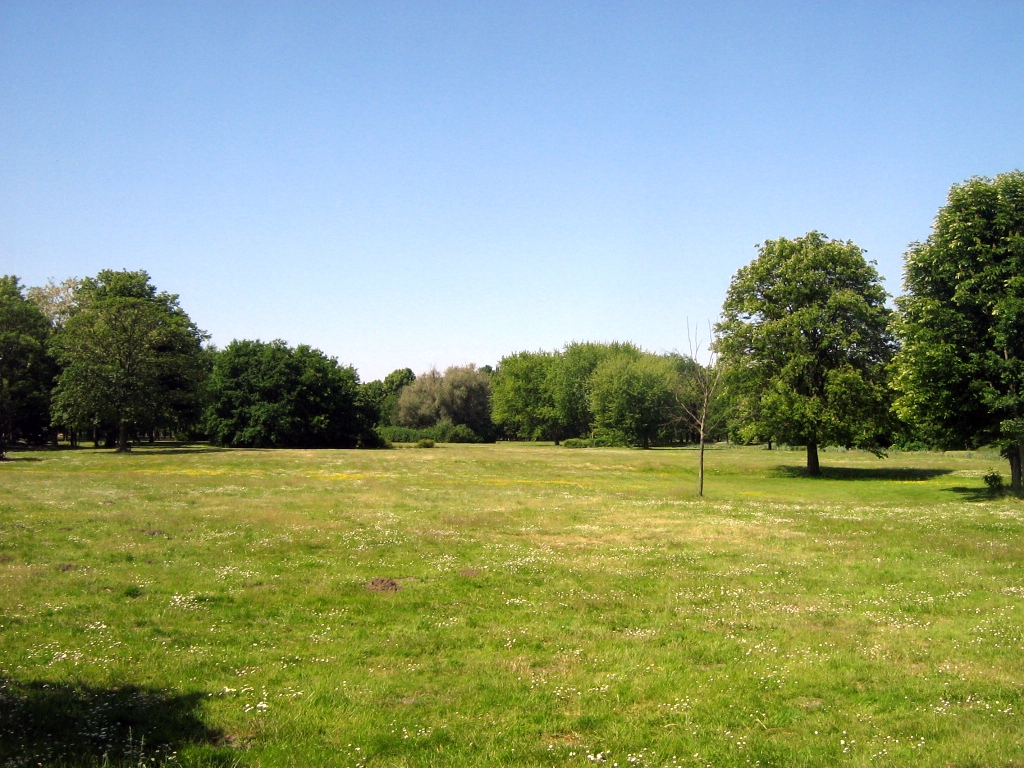
Kulturpark Neubrandenburg

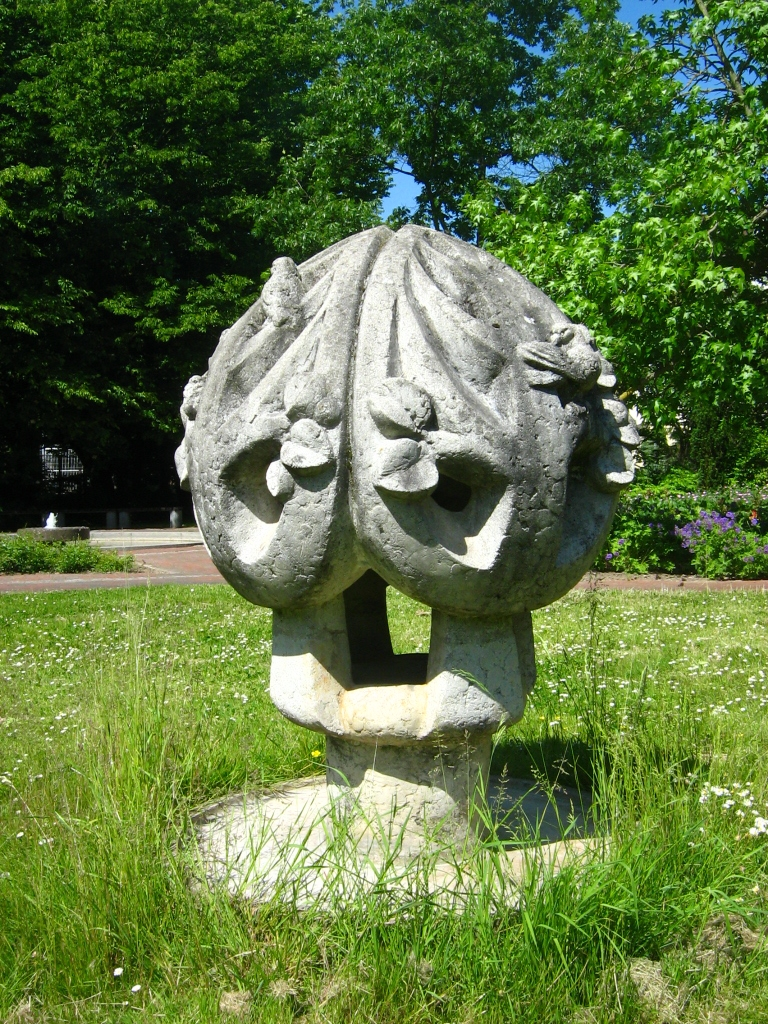
Skulptur im Kulturpark

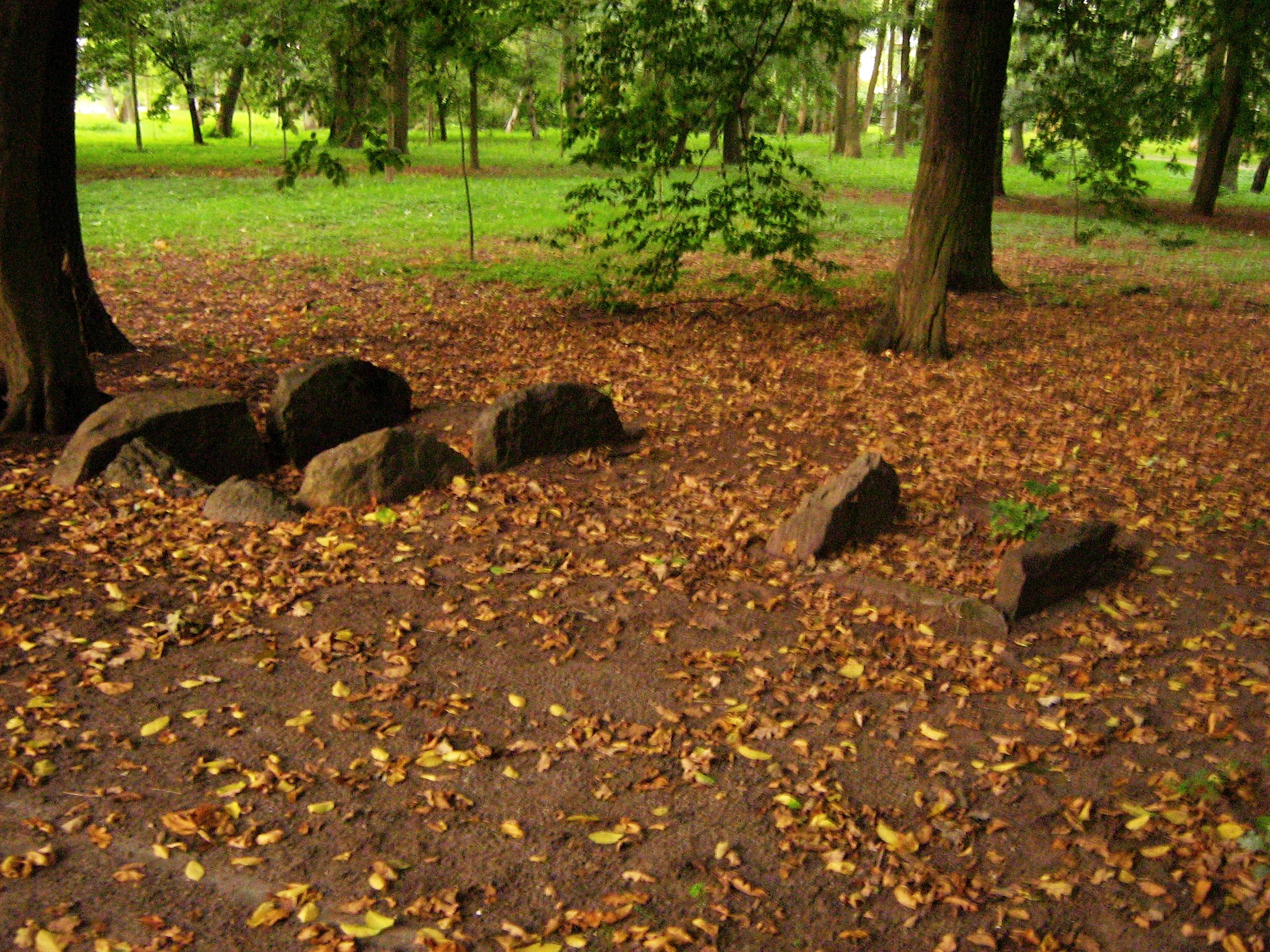
Steinkisten

Der Kulturpark Neubrandenburg ist eine Parkanlage in Neubrandenburg. Das Naherholungsgebiet befindet sich südwestlich des Stadtzentrums. Der Kulturpark erstreckt sich vom Nordufer des Tollensesees bis zum Friedrich-Engels-Ring und liegt zwischen dem Oberbach und dem Gätenbach.
Das Gelände des Parks wurde ursprünglich vom Werderbruch eingenommen, einem sumpfigen, schwer passierbaren Gelände, das der Stadt im Mittelalter als natürlicher Schutz gegen Angreifer diente. In den 1830er Jahren wurden am Ufer des Tollensesees erste Badeanstalten und bald darauf Ausflugsgaststätten eingerichtet. Nahe dem Ufer wurden Spazierwege angelegt. Erst 1904 wurde ein Promenadenweg von der Goethestraße zum Badehaus gezogen. Während des Ersten Weltkriegs legten Kriegsgefangene Entwässerungsgräben an.
Beim Wiederaufbau der beim Stadtbrand 1945 zerstörten Innenstadt wurden große Mengen Schutt ins Werderbruch abtransportiert. Im Flächennutzungsplan von 1956 wurde erstmals ein Kulturpark erwähnt, der Beschluss zum Bau erfolgte 1968 durch die Stadtvertreter. Von November 1969 bis 1972 erfolgten die grundlegenden Arbeiten. Etwa 165.000 Kubikmeter Boden wurden aufgeschüttet und ein etwa zehn Hektar großes Gelände erschlossen. Der vorhandene Baumbestand wurde genutzt und nur soweit ausgeholzt, dass Neuanpflanzungen nur in geringem Umfang notwendig wurden. Im Rahmen des Nationalen Aufbauwerks leisteten Bürger der Stadt freiwillige Arbeitsstunden beim Anlegen von Promenaden, Wiesen, Stauden- und Moorbeetgärten und Spielplätzen. Hinzu kamen verschiedene Plastiken und eine Sonnenuhr. Zwei jungsteinzeitliche Steinkisten, eines davon aus der Datzeniederung, wurde in die südliche Randzone des Kulturparks umgesetzt. Im südlichen Teil wurde 1969 die Neubrandenburger Stadthalle eröffnet, eine Hyparschalenkonstruktion des Architekten Ulrich Müther.
Als nach 1990 die Trinkwassergewinnung im südlich des Parks gelegenen Stargarder Bruch eingestellt wurde, kam es zu einem Anstieg des Grundwasserspiegels im Kulturpark, wodurch große Flächen unter Wasser standen. 1994 wurde daher eine Grundwasserregulierungsanlage in Betrieb genommen. Weite Bereiche des Kulturparks wurden seit den 1990er Jahren saniert und neu bepflanzt. Im südlichen Bereich wurde 1996 mit dem Jahnsportforum eine moderne Mehrzweckarena eröffnet, die Platz für sportliche Veranstaltungen, Konzerte und weitere Formate bietet.
Die Stadt Neubrandenburg führt den Kulturpark auf ihrer Denkmalliste.